# Мисливська рушниця

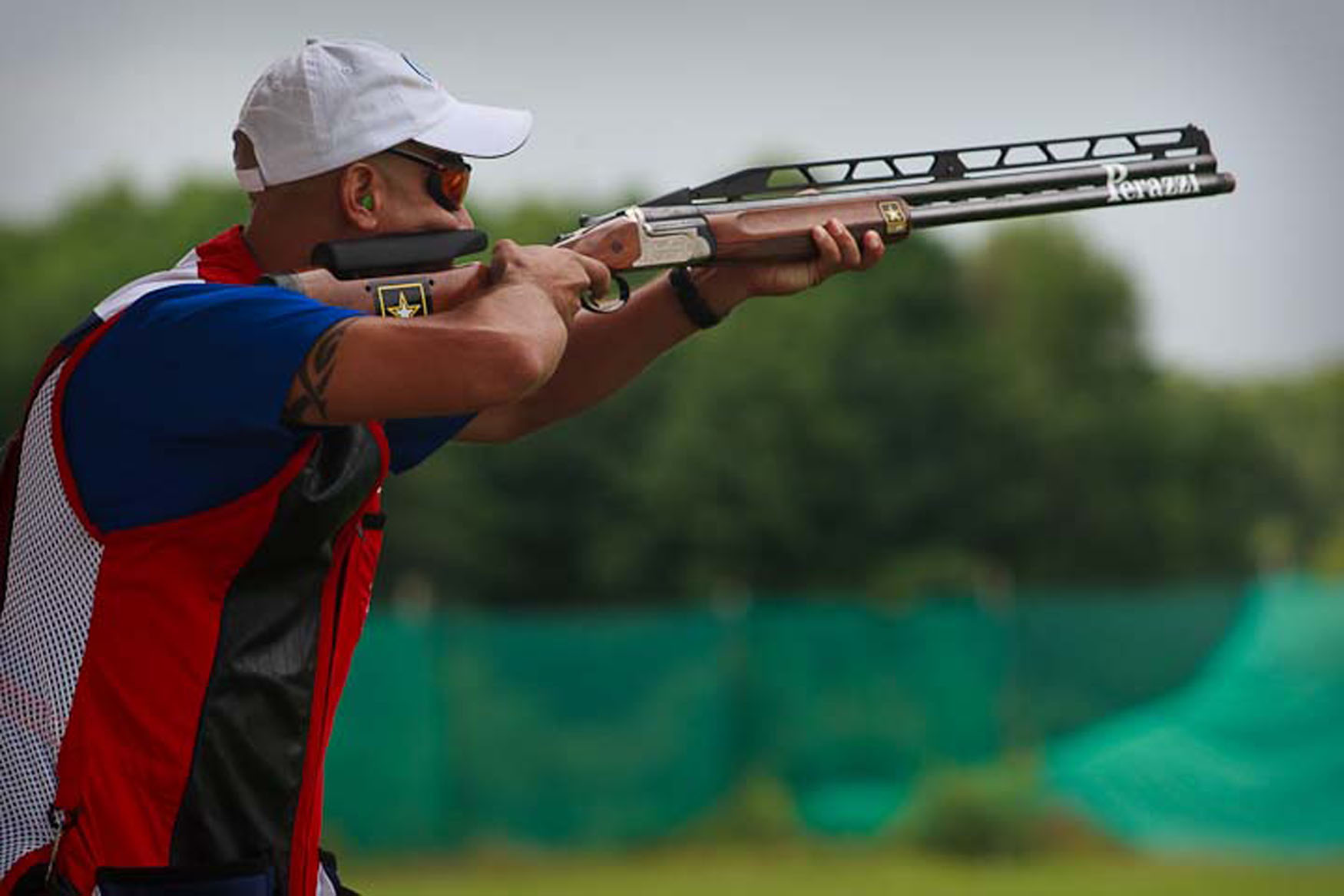
International Sport Shooting Federation World Championships

Гладкоствольна мисливська рушниця — рушниця, що має один чи кілька гладких циліндричних стволів, іноді з невеликим звуженням у дуловій частині. Призначені для стрільби дробом і спеціальними кулями. Стрільба з рушниць результативна на порівняно коротких відстанях — 30-50 м.
При дробовому пострілі в бік цілі летить цілий сніп дробин, що утворюють вбивче коло діаметром понад 1 м; тому дуже хороші результати гладкоствольні рушниці дають на полюванні на птахів, дрібних і середніх звірів, яких доводиться стріляти в польоті або на бігу.

## Різновиди
Зазвичай розрізняють одноствольні і двоствольні гладкоствольні рушниці. У наш час більшість мисливців надають перевагу двоствольній рушниці (двостволці): з неї можна двома майже одночасними пострілами (дуплетом) вразити одразу двох бекасів, качок, а трапляється, навіть вовків і лосів. Заради такого успіху, не кажучи вже про можливість виправити промах другим, точнішим пострілом, більшість мисливців йдуть на витрати, пов'язані з купівлею дорожчої двостволки.
З двоствольними рушницями успішно конкурують напівавтомати «браунінги», «вінчестери», вітчизняні рушниці. Ці самозарядні рушниці дозволяють послідовно зробити до п'яти пострілів з інтервалами в частки секунди. Крім того, майже всі напівавтомати характеризуються різким боєм і підвищеною міцністю. Остання якість обумовлена насамперед масивністю ствола, який у одноствольної рушниці можна зробити важче, ніж у двостволки.
Недолік їх — неможливість мати напоготові відразу два патрони, заряджених різної дробом або дробом і кулею. До того ж ці рушниці більш вимогливі до догляду. Під час чищення їх доводиться розбирати. При стрільбі необхідно користуватися тільки високоякісними новими гільзами, інакше рушниця може не спрацювати. Незважаючи на згадані незручності, багато мисливців воліють напівавтомати через незаперечних переваг цієї зброї.
Менш поширені «магазинки» — одноствольні рушниці, які дозволяють зробити два-три і більше пострілів, перемістивши запасний патрон у ствол за допомогою ковзного затвора або спеціального пристрою цівки. Такі рушниці гарні на промислі дрібного хутрового звіра і борової птиці, коли немає гострої необхідності у швидкісній стрільбі, але дуже бажано мати напоготові один-два запасних постріли.

## Характеристики
Основним показником бою дробової рушниці вважаються його різкість, купчастість і осип, а також сталість всіх цих якостей.
Різкість бою характеризується пробивною здатністю дробу в момент зіткнення з цілю. Вважається, що якщо при пострілі на відстані 50 кроків (35 м) дробини входять в суху соснову дошку на 2-3 своїх діаметра, то різкість відмінна. Якщо у пробоїну входить тільки одна така ж дробина (зазвичай № 7), то різкість достатня. Коли ж дріб ледь входить в дошку, різкість погана.
Купчастість бою характеризується співвідношенням числа дробин, які на нормальній стрілецькій дистанції до 35 м утворюють основне вбивче коло, до загального числа дробин в заряді, так як частина з них розсіюється в сторони. Цю якість визначають, підраховуючи у відсотках число дробин, що потрапили на відстані 35 м у коло діаметром 75 см, по відношенню до числа дробин в заряді.
Осип дробу — це показник рівномірності в розміщенні дробин при попаданні в це ж коло. Для полювання найкраще, якщо дріб рівномірно або з деяким згущенням до центру приходить в пристрілювальну мішень. Цю якість легко визначити на око. Для вираження його в цифрах користуються спеціальними мішенями, розкресленими на 100 полів рівної площі. Показник осипу при цьому визначається числом уражених полів.

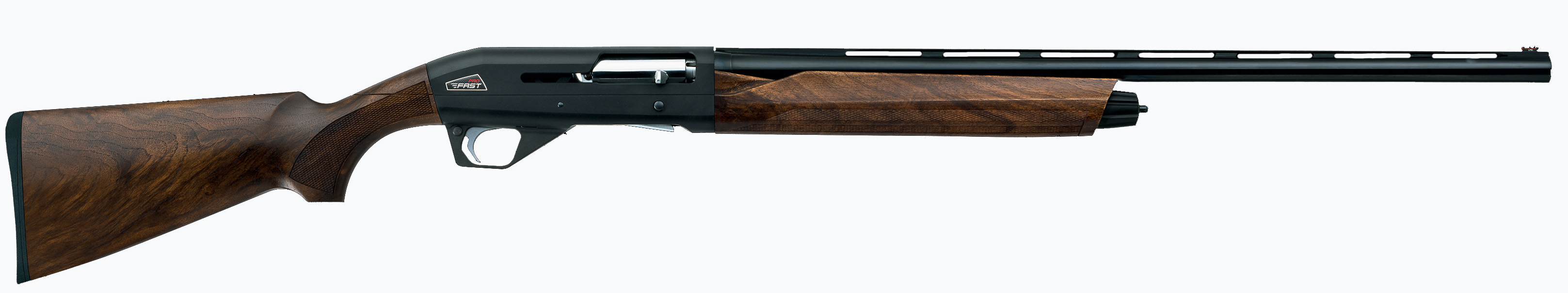
Franchi Fast Pro

Ті чи інші показники бою прийнято визначати під час пристрілки дробом № 7 або № 3. Пристрілка проводиться не одним патроном, а серією. Щоб добитися найкращого бою рушниці, потрібно виявити оптимальні співвідношення маси порохового заряду і снаряда дробу. Найменші зміни цих відносин відбиваються на результатах пострілу. Так, при збільшенні заряду пороху різкість збільшується, але зменшується купчастість бою і змінюється характер осипу. Щоб підібрати найкраще співвідношення маси заряду і снаряда, необхідно заготовити кілька серій не менше ніж по п'ять патронів з різними зарядами. При цьому масу дробу визначають як одну соту від маси рушниці, а найвідповідніший до нього заряд пороху виявляють шляхом пристрілки. Стрільба під час пристрілки ведеться з ретельним прицілюванням і неодмінно з упору. Це дозволяє уникнути випадкових результатів і точніше з'ясувати сталість бою. Обираючи і пристрілюючи зброю для повсякденної аматорського полювання, немає сенсу гнатися за високими показниками бою двостволки. Звичайна стрільба на полюванні ведеться на 30-50 кроків і не тільки по болотній дичині з-під собаки, але й по зайцю, лисиці і боровій дичині. У всіх цих випадках середня рушниця з щільністю 35-55% забезпечує результативнішу стрільбу, ніж дорогі, здебільшого важкі садочні рушниці зі строгими чоками, які дають показник купчастості іноді до 90%, і з них, як правило, «мажеш» при звичайній стрільбі на близьку відстань.